# シシラン属
シシラン属（獅子蘭属、学名：Vittaria）とは、シシラン科のシダ植物である。世界の熱帯・亜熱帯に約80種が知られ、日本にも5種ほどが自生するとされる。ただし形態が単純で、変異に幅があることから、種の区分などには若干の混乱があるようである。
ウラボシ科クラガリシダ属のクラガリシダ (Drymotaenium miyoshianum (Makino) Makino) と外見がよく似ているが、クラガリシダの葉はシシラン類より細長く、幅が狭い。クラガリシダの葉の表側は主軸に沿ってくぼみ、裏側では主軸に沿って両側に溝があり、葉の中程から先にかけてこの溝に胞子のう群をつける。本州中部以西、四国、九州のあちこちに点在的に分布し、国外でも台湾と中華人民共和国西部の一部に分布するのみである。深い森林の大木に着生するもので、絶滅が危惧されている。クラガリシダ属はこれ一種のみが知られる点でも貴重な植物である。

## 代表的な種
シシラン V. flexuosa Fee
日本の関東以西から琉球列島にわたる暖地、朝鮮半島、中国、ヒマラヤからマレーシアまで分布。森林内の湿度の高いところではごく普通に見られる。
ナカミシシラン V. fuzzinoi Makino
葉はやや幅狭く厚みがある。表側には主軸が隆起。裏側では主軸が隆起し、葉縁も盛り上がり、間に狭い溝ができる。胞子のう群は、この溝の中に線上に並ぶ。中国西部と日本に分布。日本では本州中部以南、四国、九州にあるが数は少ない。
アマモシシラン（シマシシラン） V. zosterifolia Willd.
根茎はやや横に這い、葉を多少まばらにつける。葉は偏平でつやが少なく、長さ60cm位、時には1mにもなって、ほとんどぶら下がる。胞子のう群は、葉の縁にあって、横向きに開く溝の中に、線状になっている。日本では九州南端の大隅半島から南西諸島及び小笠原諸島に分布し、日本国外では旧熱帯域に広く分布する。特にオオタニワタリ類の株によく見られ、上向きに葉を広げるオオタニワタリの葉の下の方から多数の細長い葉が垂れ下がるのはなかなかの奇観であり、見慣れると如何にも熱帯らしい風情がある。